# Jan Kostwiński
Jan Kostwiński ps. „Fidel” (ur. 1932 we Lwowie, zm. 23 kwietnia 2013) – polski artysta intarsjonista oraz wojskowy w stopniu starszego chorążego sztabowego.

## Życiorys
Był starszym chorążym sztabowym w Łódzkim Pułku Obrony Terytorialnej. Był dyrektorem artystycznym oraz w 1968 założycielem Amatorskiego Koła Prac Plastycznych „Intarsja”, objętego w 1980 patronatem przez Wojsko Polskie i przemianowanego na Wojskowe Studio Plastyczne Sztuki „Intarsja” Ziemi Łódzkiej, a także organizatorem Łódzkiej Galerii Sztuki Intarsja.
Swoje prace prezentował w 36 krajach, w tym m.in.: we Francji, Anglii, Włoszech, Rosji, Syrii, Egipcie i na Kubie. Jego prace są m.in. przechowywane w zbiorach Urzędu Miasta Łodzi.

### Życie prywatne
Ojciec ppłk. Grzegorza Kostwińskiego. Pochowany na cmentarz parafii Wojskowej pw. św. Jerzego na Dołach w Łodzi (kwatera: B1, rząd: 3, miejsce: 5).

## Wyróżnienia
- Nagroda Ministra Obrony Narodowej (1976)[8]
- Odznaka „Zasłużony Działacz Kultury” (1976)[9]
- Honorowa Odznaka Miasta Łodzi (1978)[10]
- Krzyż Komandorski Orderu Odrodzenia Polski (2000) za wybitne zasługi w pracy artystycznej, za zasługi w działalności społecznej[11]
- Medal „Z sercem do Żołnierza”[7]

## Publikacje
Sztuka intarsji w Wojsku Polskim, Wydanie I, Łódź: Bellona, 1997, ISBN  978-83-85399-15-5